# Xanthia centrifasciata
Xanthia centrifasciata là một loài bướm đêm trong họ Noctuidae.